# Ute-Christine Krupp
Ute-Christine Krupp (* 1962 in Börsborn) ist eine deutsche Schriftstellerin. Sie schrieb zunächst vor allem Lyrik und Hörspiele, dann Prosa.

## Leben
Ute-Christine Krupp legte ihr Abitur in Kaiserslautern ab und studierte Wirtschaftswissenschaft, Philosophie, Psychologie und Soziologie in Deutschland und Frankreich. Sie lebte von 1989 bis 2001 in Köln.
Von 1989 bis 1992 war sie Mitglied der Kölner Autorenwerkstatt, von 2013 bis 2022 Mitglied des PEN-Zentrums Deutschland, danach des PEN Berlin. Sie ist Mitglied der Goethe-Gesellschaft.

## Auszeichnungen und Stipendien
Für ihre literarische Arbeit wurde sie vielfach ausgezeichnet. Sie erhielt 1994 das Rolf-Dieter-Brinkmann-Stipendium, den Martha-Saalfeld-Förderpreis und den Joseph-Breitbach-Förderpreis, 1997 den Förderpreis des Landes Nordrhein-Westfalen in der Sparte Literatur, 2001 die Fördergabe des Pfalzpreises für Literatur. Außerdem erhielt sie von 1999 bis 2008 zahlreiche Aufenthaltsstipendien – für Amsterdam, Tokio, Schöppingen, Schloss Wiepersdorf, Ahrenshoop und Sylt. 2016 bekam sie das Arbeitsstipendium des Berliner Senats, 2017 ein Arbeitsstipendium des Landes Rheinland-Pfalz, 2023 erneut das Arbeitsstipendium des Berliner Senats als eine von 37 in diesem Jahr geförderten Autoren.

## Werke
- Schritte für Kellner. Hörstück. SR 1993.
- Strom/Strömung. Hörstück. SR/BR 1994.
- Grammatik, dieser wankende Sommerton. Hörstück. SR 1995.
- Greenwichprosa. Erzählung. Suhrkamp Verlag, Frankfurt am Main 1997.
- Buchstaben, die man in einen Baum ritzt oder in eine Scheibe. Hörstück. Deutschlandradio Kultur/ORF 1998.
- Alle reden davon. Roman. Suhrkamp Verlag, Frankfurt am Main 2001. (Auszüge vorab veröffentlicht in BELLA triste Nr. 1, Hildesheim 2001.)
- Membercard Europa. Ein Dialog. Reiseessay. Wunderhorn, Heidelberg 2005/Pygmalion, Sofia (erschienen in der Reihe Deutsche Reise nach Plovdiv).
- Muttersprache, Vaterland, Hörstück. Deutschlandradio Kultur und Bulgarischer Nationalsender, Berlín 2010.
- Deutsche Reise nach Plovdiv, 10 Bände, Wunderhorn Verlag, Heidelberg 2019. Mit Texten von Jan Koneffke, Brigitte Oleschinski, Hans Thill, Ute-Christine Krupp …
- Punktlandung, Roman, Wallstein Verlag, Göttingen 2021.

Herausgeber
- mit U. Janssen: Zuerst bin ich immer Leser. Suhrkamp Verlag, Frankfurt am Main 2000.

Übersetzungen
- Membercard Europa, übersetzt ins Bulgarische von Mirela Ivanova, 2005.
- Muttersprache, Vaterland, übersetzt ins Bulgarische von Maja Stefano, im Auftrag des Goethe-Instituts Sofia, 2010.

In Anthologien(Auswahl)
- Das verlorene Alphabet – Deutschsprachige Lyrik der neunziger Jahre, Wunderhorn Verlag, Heidelberg 1998.
- Wie immer unverhofft, Suhrkamp Verlag, Berlin 2012.
- Sommerausflüge – Die schönsten Geschichten vom Wegfahren, Insel Verlag, Berlin 2013.
- Berlin bei Nacht – Neue Geschichten, Suhrkamp, Berlin 2013.